# أمون: ذا داركسايد أوف ذا ديفلمان
أمون: ذا داركسايد أوف ذا ديفلمان (باليابانية: AMONデビルマン黙示録) ، هي مجلة رسوم مصورة الذي ألفه الياباني جو ناغاي سنة 1999 ، وصدرت آخر الإصدارت المجلة سنة 2004م.

## وصلات خارجية
- Amon the dark side of the Devilman at PaTaTo's Manga DB (بالإيطالية)
- Devilman Mokushiroku Strange Days at PaTaTo's Manga DB (بالإيطالية)
- أمون: ذا داركسايد أوف ذا ديفلمان على موقع ANN anime (الإنجليزية)
- أمون: ذا داركسايد أوف ذا ديفلمان على موقع ANN manga (الإنجليزية)